# Gapan

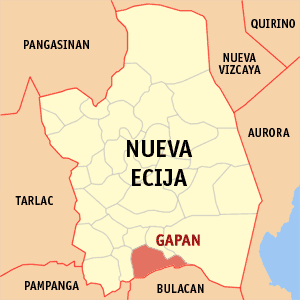
Gapan, Nueva Ecija

Gapan (Tagalog: Lungsod ng Gapan) ist eine philippinische Stadt in der Provinz Nueva Ecija mit etwa 80.000 Einwohnern.

## Lage
Gapan liegt rund 90 Kilometer nördlich der Hauptstadt Manila. Zur Meeresküste im Osten sind es 50 km. Cabanatuan befindet sich 20 km im Norden, nach Tarlac City im Nordwesten sind es 35 km und nach Angeles City im Südwesten 40 km. Über Gapan erreicht man den Minalungao National Park.

## Baranggays
Gapan ist politisch unterteilt in 26 Baranggays.
| - Sta Cruz - Mangino - Pambuan - San Lorenzo - San Vicente - San Nicholas - Sto Cristo - San Roque (Baluarte) - San Lorenzo | - San Vicente - Balante - Bayanihan - Bulak - Bungo - Kapalangan - Mabuga - Maburak - Macabaklay | - Mahipon - Malimba - Marelo - Parcutela - Puting Tubig - Santo Cristo Norte - Santo Nino - Mangahan |

## Wirtschaft
Die Gegend lebt hauptsächlich vom Reisanbau.

## Söhne und Töchter der Stadt
- Juan Liwag (1906–1983), Jurist und Politiker
- Eula Valdez (* 1968), Schauspielerin
- Rene Ramirez (* 1969), philippinisch-australischer römisch-katholischer Ordensgeistlicher, Weihbischof in Melbourne
- Ryza Cenon (* 1987), Schauspielerin